# Preludio y fuga en mi bemol mayor, BWV 552

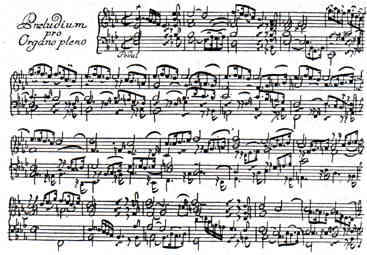
Primera página de la partitura del preludio

El Preludio y fuga en mi bemol mayor, BWV 552 es una pieza para órgano escrita por el compositor alemán del barroco Johann Sebastian Bach. Es apodada como «Santa Ana» debido a la similitud que tiene la fuga con el himno del mismo nombre de la Iglesia Anglicana compuesto por William Croft (1678-1727). No obstante, el himno de Croft no era muy conocido fuera del Reino Unido. Esta obra fue publicada dentro de la parte III del libro Clavier-Übung, publicado en septiembre de 1739. El libro tenía como subtítulo: Dritter Theil der Clavier Übung bestehend in verschieden Vorspielen über die Catechismus—und andere Gesaenge, vor die Orgel («tercera parte de los estudios de teclado comprende diferentes Preludios en el Catecismo y otros himnos para órgano», en español).
No es posible determinar si Bach escribió esta pieza con algún propósito en particular. Aunque algunas autoridades han sugerido que podría haber tocado algún o quizás todo el conjunto del libro en un recital que dio en el órgano recién instalado de la Frauernkirche, en Dresde, el 1 de diciembre de 1736. Otros han opinado que Bach habría tocado con ocasión de las celebraciones a lo largo de la Alemania luterana el 12 de agosto de 1739, para conmemorar el bicentenario de la Confesión de Augsburgo. Sin embargo, posiblemente el impulso para la escritura de estas obras fue el recientemente reavivado interés de Bach en los corales, que había sido ocasionado por su trabajo en el proyecto Schemelli Hymnal de 1736.
Alternativamente se ha planteado la posibilidad que la obra fuera escrita por el organista y compositor, discípulo de Bach, Johann Tobias Krebs.